# 角綱新震旦介
角綱新震旦介（学名：Neosinocythere acupunctata）为粗面介科新震旦介屬下的一个种。